# Matomb
Matomb ist eine Gemeinde im Département Nyong-et-Kéllé in der Region Centre in Kamerun.

## Geografie
Matomb liegt im Westen Kameruns, etwa 50 Kilometer westlich der Hauptstadt Yaoundé.

## Verkehr
Matomb liegt an der Nationalstraße N3.

## Persönlichkeiten
- Joël Epalle (* 1978), Fußballspieler
- Sosthène Léopold Bayemi Matjei (* 1964), Bischof von Obala